# César de la meilleure actrice

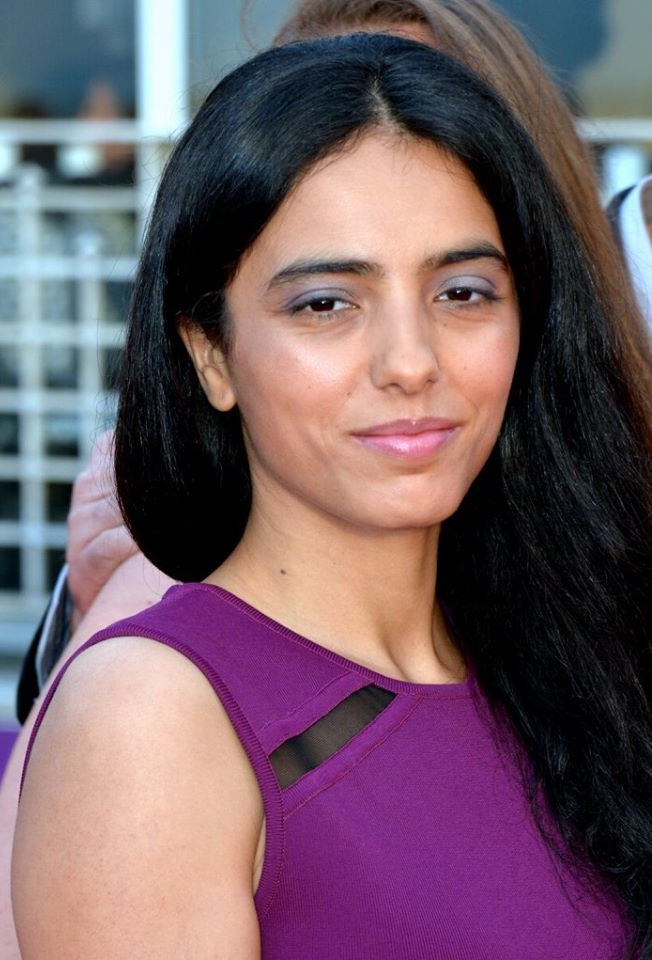
Hafsia Herzi, récompensée lors de la 50e cérémonie des César pour sa prestation dans Borgo.

Le César de la meilleure actrice est une récompense cinématographique française décernée par l'Académie des arts et techniques du cinéma. Ce prix récompense le travail d'interprétation d'une actrice, jugé comme étant le meilleur de l'année écoulée, dans un film où elle tient le premier rôle. La récompense est généralement présentée par le gagnant du César du meilleur acteur de l'année précédente. 
Les nominations et la lauréate sont décidées par scrutin uninominal majoritaire à deux tours par des professionnels parrainés par l'Académie des arts et techniques du cinéma.
La première cérémonie à présenter le César de la meilleure actrice se tient en 1976, où Romy Schneider est récompensée pour son rôle dans L'Important c'est d'aimer.
Les nommées sont généralement au nombre de cinq, mais il est arrivé, de 1976 à 1983, en 1994, et de 2012 à 2022, que leur nombre varie de quatre à sept nommées par cérémonie. 
Isabelle Adjani est la comédienne la plus récompensée par le César de la meilleure actrice avec cinq récompenses gagnées, suivie par Sabine Azéma, Nathalie Baye, Catherine Deneuve, Isabelle Huppert, Yolande Moreau et Romy Schneider avec deux trophées chacune.
Isabelle Huppert est l'actrice la plus nommée au César de la meilleure actrice, avec quatorze nominations.
Sandrine Bonnaire, à 18 ans, et Emmanuelle Riva, à 85 ans, sont respectivement l'actrice la plus jeune et la plus âgée à avoir remporté le César de la meilleure actrice.
Pascale Ogier et Romy Schneider sont les deux seules actrices nommées au César de la meilleure actrice à titre posthume.
La récipiendaire la plus récente du César de la meilleure actrice est Hafsia Herzi pour sa prestation dans Borgo.

## Palmarès

### Années 1970
- 1976 : Romy Schneider pour le rôle de Nadine Chevalier dans  L'important c'est d'aimer
  - Isabelle Adjani pour le rôle d'Adèle Hugo dans L'Histoire d'Adèle H.
  - Catherine Deneuve pour le rôle de Nelly Ratabou dans Le Sauvage
  - Delphine Seyrig pour le rôle d'Anne-Marie Stretter dans India Song

- 1977 : Annie Girardot pour le rôle de Françoise Gailland dans  Docteur Françoise Gailland
  - Isabelle Adjani pour le rôle de Laure dans Barocco
  - Miou-Miou pour le rôle de Marie dans F… comme Fairbanks
  - Romy Schneider pour le rôle de Margot Santorini dans Une femme à sa fenêtre

- 1978 : Simone Signoret pour le rôle de Madame Rosa dans La Vie devant soi
  - Brigitte Fossey pour le rôle de Juliette dans Les Enfants du placard
  - Isabelle Huppert pour le rôle de Béatrice dite Pomme dans La Dentellière
  - Miou-Miou pour le rôle de Juliette dans Dites-lui que je l'aime
  - Delphine Seyrig pour le rôle de Julie dans Repérages

- 1979 : Romy Schneider pour le rôle de Marie dans Une histoire simple
  - Anouk Aimée pour le rôle de Jane Romain dans Mon premier amour
  - Annie Girardot pour le rôle de Marie Arnault dans La Clé sur la porte
  - Isabelle Huppert pour le rôle de Violette Nozière dans Violette Nozière

### Années 1980
- 1980 : Miou-Miou pour le rôle de Marie dans La Dérobade
  - Nastassja Kinski pour le rôle de Tess d'Urbeville dans Tess
  - Dominique Laffin pour le rôle de Dominique dans La femme qui pleure
  - Romy Schneider pour le rôle de Lydia dans Clair de femme

- 1981 : Catherine Deneuve pour le rôle de Marion Steiner dans Le Dernier Métro
  - Nathalie Baye pour le rôle de Laurence dans Une semaine de vacances
  - Nicole Garcia pour le rôle de Janine Garnier dans Mon oncle d'Amérique
  - Isabelle Huppert pour le rôle de Nelly dans Loulou

- 1982 : Isabelle Adjani pour le rôle de Anna/Helen dans Possession
  - Fanny Ardant pour le rôle de Mathilde Bauchard dans La Femme d'à côté
  - Catherine Deneuve pour le rôle de Hélène dans Hôtel des Amériques
  - Isabelle Huppert pour le rôle de Rose Marcaillou dans Coup de torchon

- 1983 : Nathalie Baye pour le rôle de Nicole Danet dans La Balance
  - Miou-Miou pour le rôle de Josépha Manet dans Josepha
  - Romy Schneider pour le rôle de Elsa Wiener/Lina Baumstein dans La Passante du Sans-Souci
  - Simone Signoret pour le rôle de Madame Baron dans L'Étoile du nord

- 1984 : Isabelle Adjani pour le rôle de Eliane, dite « Elle » dans L'Été meurtrier
  - Fanny Ardant pour le rôle de Barbara Becker dans Vivement dimanche !
  - Nathalie Baye pour le rôle de Helène Georges/Patricia Meyrand dans J'ai épousé une ombre
  - Nicole Garcia pour le rôle de Marie dans Les Mots pour le dire
  - Miou-Miou pour le rôle de Madeleine dans Coup de foudre

- 1985 : Sabine Azéma pour le rôle de Irène dans Un dimanche à la campagne
  - Jane Birkin pour le rôle de Alma dans La Pirate
  - Valérie Kaprisky pour le rôle de Ethel dans La Femme publique
  - Julia Migenes pour le rôle de Carmen dans Carmen
  - Pascale Ogier pour le rôle de Louise dans Les Nuits de la pleine lune

- 1986 : Sandrine Bonnaire pour le rôle de Mona Bergeron dans Sans toit ni loi
  - Isabelle Adjani pour le rôle de Helena dans Subway
  - Juliette Binoche pour le rôle de Nina/Anne Larrieux dans Rendez-Vous
  - Nicole Garcia pour le rôle de Julia Tombsthay dans Péril en la demeure
  - Charlotte Rampling pour le rôle de Barbara Spark dans On ne meurt que deux fois

- 1987 : Sabine Azéma pour le rôle de Romaine Belcroix dans Mélo
  - Juliette Binoche pour le rôle de Anna dans Mauvais Sang
  - Jane Birkin pour le rôle de Laura dans La Femme de ma vie
  - Béatrice Dalle pour le rôle de Betty dans 37°2 le matin
  - Miou-Miou pour le rôle de Monique dans Tenue de soirée

- 1988 : Anémone pour le rôle de Marcelle dans Le Grand Chemin
  - Sandrine Bonnaire pour le rôle de Mouchette dans Sous le soleil de Satan
  - Catherine Deneuve pour le rôle de Amanda Weber dans Agent trouble
  - Nastassja Kinski pour le rôle de Juliette dans Maladie d'amour
  - Jeanne Moreau pour le rôle de Sabine, dite "La Major" dans Le Miraculé

- 1989 : Isabelle Adjani pour le rôle de Camille Claudel dans Camille Claudel
  - Catherine Deneuve pour le rôle de France dans Drôle d'endroit pour une rencontre
  - Charlotte Gainsbourg pour le rôle de Janine Castang dans La Petite Voleuse
  - Isabelle Huppert pour le rôle de Marie Latour dans Une affaire de femmes
  - Miou-Miou pour le rôle de Constance/Marie dans La Lectrice

### Années 1990
- 1990 : Carole Bouquet pour le rôle de Florence Barthélémy dans Trop belle pour toi
  - Sabine Azéma pour le rôle de Irène de Courtil dans La Vie et rien d'autre
  - Josiane Balasko pour le rôle de Colette Chevassu dans Trop belle pour toi
  - Emmanuelle Béart pour le rôle de Marie dans Les Enfants du désordre
  - Sandrine Bonnaire pour le rôle de Alice dans Monsieur Hire

- 1991 : Anne Parillaud pour le rôle de Nikita dans Nikita
  - Nathalie Baye pour le rôle de Camille Valmont dans Un week-end sur deux
  - Anne Brochet pour le rôle de Madeleine Robin dite Roxane dans Cyrano de Bergerac
  - Tsilla Chelton pour le rôle de Tatie Danielle dans Tatie Danielle
  - Miou-Miou pour le rôle de Camille dans Milou en mai

- 1992 : Jeanne Moreau pour le rôle de Lady M. dans La Vieille qui marchait dans la mer
  - Emmanuelle Béart pour le rôle de Marianne dans La Belle Noiseuse
  - Juliette Binoche pour le rôle de Michèle Stalens dans Les Amants du Pont-Neuf
  - Anouk Grinberg pour le rôle de Joëlle dans Merci la vie
  - Irène Jacob pour le rôle de Weronika/Véronique dans La Double Vie de Véronique

- 1993 : Catherine Deneuve pour le rôle de Eliane Devries dans Indochine
  - Anémone pour le rôle de Mélanie dans Le petit prince a dit
  - Emmanuelle Béart pour le rôle de Camille dans Un cœur en hiver
  - Juliette Binoche pour le rôle de Anna Barton dans Fatale
  - Caroline Cellier pour le rôle de Camille dans Le Zèbre

- 1994 : Juliette Binoche pour le rôle de Julie Vignon-de-Courcy dans Trois Couleurs : Bleu
  - Sabine Azéma pour le rôle de Celia Teasdale/Sylvie Bell/Irene Pridworthy/Rowena Coombes/Josephine Hamilton dans Smoking / No smoking
  - Josiane Balasko pour le rôle de Irène dans Tout le monde n'a pas eu la chance d'avoir des parents communistes
  - Catherine Deneuve pour le rôle de Émilie dans Ma saison préférée
  - Anouk Grinberg pour le rôle de Victorine dans Un, deux, trois, soleil
  - Miou-Miou pour le rôle de Maheude dans Germinal

- 1995 : Isabelle Adjani pour le rôle de Marguerite de France dans La Reine Margot
  - Anémone pour le rôle de Maxime Chabrier dans Pas très catholique
  - Sandrine Bonnaire pour le rôle de Jeanne d'Arc dans Jeanne la Pucelle
  - Isabelle Huppert pour le rôle de Anne dans La Séparation
  - Irène Jacob pour le rôle de Valentine Dussaut dans Trois Couleurs : Rouge

- 1996 : Isabelle Huppert pour le rôle de Jeanne dans La Cérémonie
  - Sabine Azéma pour le rôle de Nicole Bergeade dans Le bonheur est dans le pré
  - Emmanuelle Béart pour le rôle de Nelly dans Nelly et Monsieur Arnaud
  - Juliette Binoche pour le rôle de Pauline de Théus dans Le Hussard sur le toit
  - Sandrine Bonnaire pour le rôle de Sophie dans La Cérémonie

- 1997 : Fanny Ardant pour le rôle de Evelyne dite "Eva" dans Pédale douce
  - Catherine Deneuve pour le rôle de Marie Leblanc dans Les Voleurs
  - Charlotte Gainsbourg pour le rôle de Marie dans Love, etc.
  - Anouk Grinberg pour le rôle de Marie Abarth dans Mon homme
  - Marie Trintignant pour le rôle de Marie Benjamin dans Le Cri de la soie

- 1998 : Ariane Ascaride pour le rôle de Jeannette dans Marius et Jeannette
  - Sabine Azéma pour le rôle de Odile Lalande dans On connaît la chanson
  - Marie Gillain pour le rôle de Aurore de Nevers dans Le Bossu
  - Sandrine Kiberlain pour le rôle de Mathilde dans Le Septième Ciel
  - Miou-Miou pour le rôle de Nicole dans Nettoyage à sec

- 1999 : Élodie Bouchez pour le rôle de Isabelle Tostin dite "Isa" dans La Vie rêvée des anges
  - Catherine Deneuve pour le rôle de Marianne dans Place Vendôme
  - Isabelle Huppert pour le rôle de Dominique dans L'École de la chair
  - Sandrine Kiberlain pour le rôle de France Robert dans À vendre
  - Marie Trintignant pour le rôle de Jeanne dans … Comme elle respire

### Années 2000
- 2000 : Karin Viard pour le rôle de Emma dans Haut les cœurs !
  - Nathalie Baye pour le rôle de Angèle dans Vénus Beauté (Institut)
  - Sandrine Bonnaire pour le rôle de Marie Golovine dans Est-Ouest
  - Catherine Frot pour le rôle de Pierrette Dumortier dans La Dilettante
  - Vanessa Paradis pour le rôle de Adèle dans La Fille sur le pont

- 2001 : Dominique Blanc pour le rôle de Hélène dans Stand-by
  - Emmanuelle Béart pour le rôle de Pauline dans Les Destinées sentimentales
  - Juliette Binoche pour le rôle de Madame La dans La Veuve de Saint-Pierre
  - Isabelle Huppert pour le rôle de Madame de Maintenon dans Saint-Cyr
  - Muriel Robin pour le rôle de Marie-Line dans Marie-Line

- 2002 : Emmanuelle Devos pour le rôle de Carla Behm dans Sur mes lèvres
  - Catherine Frot pour le rôle de Hélène dans Chaos
  - Isabelle Huppert pour le rôle de Erika Kohut dans La Pianiste
  - Charlotte Rampling pour le rôle de Marie Drillon dans Sous le sable
  - Audrey Tautou pour le rôle de Amélie Poulain dans Le Fabuleux Destin d'Amélie Poulain

- 2003 : Isabelle Carré pour le rôle de Claire Poussin dans Se souvenir des belles choses
  - Fanny Ardant pour le rôle de Pierrete dans Huit Femmes
  - Ariane Ascaride pour le rôle de Marie-Jo dans Marie-Jo et ses deux amours
  - Juliette Binoche pour le rôle de Rose dans Décalage horaire
  - Isabelle Huppert pour le rôle de Augustine dans Huit Femmes

- 2004 : Sylvie Testud pour le rôle de Amélie dans Stupeur et Tremblements
  - Josiane Balasko pour le rôle de Michèle Varin dans Cette femme-là
  - Nathalie Baye pour le rôle de Carole dans Les Sentiments
  - Isabelle Carré pour le rôle de Edith dans Les Sentiments
  - Charlotte Rampling pour le rôle de Sarah Morton dans Swimming Pool

- 2005 : Yolande Moreau pour le rôle de Irène dans Quand la mer monte...
  - Maggie Cheung pour le rôle de Emily dans Clean
  - Emmanuelle Devos pour le rôle de Nora dans Rois et Reine
  - Audrey Tautou pour le rôle de Mathilde dans Un long dimanche de fiançailles
  - Karin Viard pour le rôle de Claire Rocher dans Le Rôle de sa vie

- 2006 : Nathalie Baye pour le rôle du commandant Vaudieu dans Le Petit Lieutenant
  - Isabelle Carré pour le rôle de Clair Gauthier dans Entre ses mains
  - Anne Consigny pour le rôle de Françoise Rubion dite "Fanfan" dans Je ne suis pas là pour être aimé
  - Isabelle Huppert pour le rôle de Gabrielle Hervey dans Gabrielle
  - Valérie Lemercier pour le rôle de la princesse Armelle dans Palais royal !

- 2007 : Marina Hands pour le rôle de Lady Chatterley dans Lady Chatterley
  - Cécile de France pour le rôle de Jessica dans Fauteuils d'orchestre
  - Cécile de France pour le rôle de Marion dans Quand j'étais chanteur
  - Catherine Frot pour le rôle de Ariane Fouchécourt dans La Tourneuse de pages
  - Charlotte Gainsbourg pour le rôle de Emma dans Prête-moi ta main

- 2008 : Marion Cotillard pour le rôle de Édith Piaf dans La Môme
  - Marina Foïs pour le rôle de Catherine Nicolle dite "Darling" dans Darling
  - Catherine Frot pour le rôle de Odette Toulemonde dans Odette Toulemonde
  - Isabelle Carré pour le rôle de Anna M. dans Anna M.
  - Cécile de France pour le rôle de Tania dans Un secret

- 2009 : Yolande Moreau pour le rôle de Séraphine Louis dans Séraphine
  - Catherine Frot pour le rôle de Prudence Beresford dans Le crime est notre affaire
  - Kristin Scott Thomas pour le rôle de Juliette Fontaine dans Il y a longtemps que je t'aime
  - Tilda Swinton pour le rôle de Julia dans Julia
  - Sylvie Testud pour le rôle de Françoise Sagan dans Sagan

### Années 2010
- 2010 : Isabelle Adjani pour le rôle de Sonia Bergerac dans La Journée de la jupe
  - Dominique Blanc pour le rôle de Anne-Marie dans L'Autre
  - Sandrine Kiberlain pour le rôle de Véronique Chambon dans Mademoiselle Chambon
  - Kristin Scott Thomas pour le rôle de Suzanne dans Partir
  - Audrey Tautou pour le rôle de Gabrielle Chanel dite Coco Chanel dans Coco avant Chanel

- 2011 : Sara Forestier pour le rôle de Bahia Benmahmoud dans Le Nom des gens
  - Isabelle Carré pour le rôle de Angélique dans Les Émotifs anonymes
  - Catherine Deneuve pour le rôle de Suzanne Pujol dans Potiche
  - Charlotte Gainsbourg pour le rôle de Dawn O'Neil dans L'Arbre
  - Kristin Scott Thomas pour le rôle de Julia Jarmond dans Elle s'appelait Sarah

- 2012 : Bérénice Bejo pour le rôle de Peppy Miller dans The Artist
  - Ariane Ascaride pour le rôle de Marie-Claire dans Les Neiges du Kilimandjaro
  - Leïla Bekhti pour le rôle de Leïla dans La Source des femmes
  - Valérie Donzelli pour le rôle de Juliette dans La guerre est déclarée
  - Marina Foïs pour le rôle de Iris dans Polisse
  - Marie Gillain pour le rôle de Claire dans Toutes nos envies
  - Karin Viard pour le rôle de Nadine dans Polisse

- 2013 : Emmanuelle Riva pour le rôle d'Anne dans Amour
  - Marion Cotillard pour le rôle de Stéphanie dans De rouille et d'os
  - Catherine Frot pour le rôle d'Hortense Laborie dans Les Saveurs du palais
  - Noémie Lvovsky pour le rôle de Camille dans Camille redouble
  - Corinne Masiero pour le rôle de Louise Wimmer dans Louise Wimmer
  - Léa Seydoux pour le rôle de Sidonie Laborde dans Les Adieux à la reine
  - Hélène Vincent pour le rôle d'Yvette Evrard dans Quelques heures de printemps

- 2014 : Sandrine Kiberlain pour le rôle d'Ariane Felder dans 9 Mois ferme
  - Fanny Ardant pour le rôle de Caroline dans Les Beaux Jours
  - Bérénice Bejo pour le rôle de Marie dans Le Passé
  - Catherine Deneuve pour le rôle de Bettie dans Elle s'en va
  - Sara Forestier pour le rôle de Suzanne dans Suzanne
  - Emmanuelle Seigner pour le rôle de Vanda dans La Vénus à la fourrure
  - Léa Seydoux pour le rôle d'Emma La Vie d'Adèle

- 2015 : Adèle Haenel pour le rôle de Madeleine dans Les Combattants
  - Juliette Binoche pour le rôle de Maria dans Sils Maria
  - Marion Cotillard pour le rôle de Sandra dans Deux jours, une nuit
  - Catherine Deneuve pour le rôle de Mathilde dans Dans la cour
  - Émilie Dequenne pour le rôle de Jennifer dans Pas son genre
  - Sandrine Kiberlain pour le rôle de Muriel dans Elle l'adore
  - Karin Viard pour le rôle de Gigi dans La Famille Bélier

- 2016 : Catherine Frot pour le rôle de Marguerite dans Marguerite
  - Loubna Abidar pour le rôle de Noha dans Much Loved
  - Emmanuelle Bercot pour le rôle de Tony dans Mon roi
  - Cécile de France pour le rôle de Carole dans La Belle Saison
  - Catherine Deneuve pour le rôle de Florence Blaque dans La Tête haute
  - Isabelle Huppert pour le rôle d'Isabelle dans Valley of Love
  - Soria Zeroual pour le rôle de Fatima dans Fatima

- 2017 : Isabelle Huppert pour le rôle de Michèle Leblanc dans Elle
  - Judith Chemla pour le rôle de Jeanne Le Perthuis des Vauds dans Une vie
  - Marion Cotillard pour le rôle de Gabrielle dans Mal de pierres
  - Virginie Efira pour le rôle de Victoria Spick dans Victoria
  - Marina Foïs pour le rôle de Constance dans Irréprochable
  - Sidse Babett Knudsen pour le rôle du docteur Irène Frachon dans La Fille de Brest
  - Soko pour le rôle de Loïe Fuller dans La Danseuse

- 2018 : Jeanne Balibar pour le rôle de Barbara dans Barbara
  - Juliette Binoche pour le rôle d'Isabelle dans Un beau soleil intérieur
  - Emmanuelle Devos pour le rôle d'Emmanuelle Blachey dans Numéro Une
  - Marina Foïs pour le rôle d'Olivia dans L'Atelier
  - Charlotte Gainsbourg pour le rôle de Mina Kacew dans La Promesse de l'aube
  - Doria Tillier pour le rôle de Sarah Adelman dans Monsieur et Madame Adelman
  - Karin Viard pour le rôle de Nathalie dans Jalouse

- 2019 : Léa Drucker pour le rôle de Miriam Besson dans Jusqu'à la garde
  - Élodie Bouchez pour le rôle d'Alice Langlois dans Pupille
  - Cécile de France pour le rôle de Madame de La Pommeraye dans Mademoiselle de Joncquières
  - Virginie Efira pour le rôle de Rachel Steiner dans Un amour impossible
  - Adèle Haenel pour le rôle d'Yvonne Santi dans En liberté !
  - Sandrine Kiberlain pour le rôle de Karine dans Pupille
  - Mélanie Thierry pour le rôle de Marguerite Duras dans La Douleur

### Années 2020
- 2020 : Anaïs Demoustier pour le rôle d'Alice dans Alice et le Maire
  - Eva Green pour le rôle de Sarah dans Proxima
  - Adele Haenel pour le rôle d'Héloïse dans Portrait de la jeune fille en feu
  - Chiara Mastroianni pour le rôle de Maria dans Chambre 212
  - Noémie Merlant pour le rôle de Marianne dans Portrait de la jeune fille en feu
  - Doria Tillier pour le rôle de Margot dans La Belle Époque
  - Karin Viard pour le rôle de Louise dans Chanson douce

- 2021 : Laure Calamy pour le rôle d'Antoinette dans Antoinette dans les Cévennes
  - Martine Chevallier pour le rôle de Madeleine dans Deux
  - Virginie Efira pour le rôle de Suze Trappet dans Adieu les cons
  - Camélia Jordana pour le rôle de Daphné dans Les Choses qu'on dit, les choses qu'on fait
  - Barbara Sukowa pour le rôle de Nina Dorn dans Deux

- 2022 : Valérie Lemercier pour le rôle d'Aline Dieu dans Aline
  - Leïla Bekhti pour le rôle de Leïla dans Les Intranquilles
  - Valeria Bruni Tedeschi pour le rôle de Raphaëlle dans La Fracture
  - Laure Calamy pour le rôle de Marie dans Une femme du monde
  - Virginie Efira pour le rôle de Benedetta Carlini dans Benedetta
  - Vicky Krieps pour le rôle de Clarisse dans Serre moi fort
  - Léa Seydoux pour le rôle de France de Meurs dans France

- 2023 : Virginie Efira pour le rôle de Mia dans Revoir Paris
  - Fanny Ardant pour le rôle de Shauna Loszinsky dans Les Jeunes Amants
  - Juliette Binoche pour le rôle de Marianne Winckler dans Ouistreham
  - Laure Calamy pour le rôle de Julie Roy dans À plein temps
  - Adèle Exarchopoulos pour le rôle de Cassandre dans Rien à foutre

- 2024 : Sandra Hüller pour son rôle de Sandra Voyter dans Anatomie d'une chute
  - Marion Cotillard pour son rôle de Carole Achache dans Little Girl Blue
  - Léa Drucker pour son rôle d'Anne dans L'Été dernier
  - Virginie Efira pour son rôle de Blanche Renard / Rose Renard dans L'Amour et les Forêts
  - Hafsia Herzi pour son rôle de Lydia dans Le Ravissement

- 2025 : Hafsia Herzi pour le rôle de Mélissa dans Borgo 
  - Adèle Exarchopoulos pour le rôle de Jackie dans L'Amour ouf
  - Karla Sofía Gascón pour le rôle d'Emilia Pérez dans Emilia Pérez
  - Zoé Saldaña pour le rôle de Rita Moro Castro dans Emilia Pérez
  - Hélène Vincent pour le rôle de Michelle Giraud dans Quand vient l'automne

## Nominations et victoires multiples
Ce tableau liste les personnes ayant reçu plus de deux nominations au César de la meilleure actrice, avec les éventuelles victoires marquées en gras et la liste des films nommés par ordre chronologique.
| Actrice              | Nominations | Victoires | Films |
| -------------------- | ----------- | --------- | --- |
| Isabelle Huppert     | 14          | 2         | - La Dentellière - Violette Nozière - Loulou - Coup de torchon - Une affaire de femmes - La Séparation - La Cérémonie - L'École de la chair - Saint-Cyr - La Pianiste - 8 Femmes - Gabrielle - Valley of Love - Elle              |
| Catherine Deneuve    | 13          | 2         | - Le Sauvage - Le Dernier Métro - Hôtel des Amériques - Agent trouble - Drôle d'endroit pour une rencontre - Indochine - Ma saison préférée - Les Voleurs - Place Vendôme - Potiche - Elle s'en va - Dans la cour - La Tête haute |
| Juliette Binoche     | 11          | 1         | - Rendez-vous - Mauvais Sang - Les Amants du Pont-Neuf - Fatale - Trois Couleurs : Bleu - Le Hussard sur le toit - La Veuve de Saint-Pierre - Décalage horaire - Sils Maria - Un beau soleil intérieur - Ouistreham               |
| Miou-Miou            | 10          | 1         | - F… comme Fairbanks - Dites-lui que je l'aime - La Dérobade - Josepha - Coup de foudre - Tenue de soirée - La Lectrice - Milou en mai - Germinal - Nettoyage à sec                                                               |
| Isabelle Adjani      | 8           | 5         | - L'Histoire d'Adèle H. - Barocco - Possession - L'Été meurtrier - Subway - Camille Claudel - La Reine Margot - La Journée de la jupe                                                                                             |
| Nathalie Baye        | 7           | 2         | - Une semaine de vacances - La Balance - J'ai épousé une ombre - Un week-end sur deux - Vénus Beauté (Institut) - Les Sentiments - Le Petit Lieutenant                                                                            |
| Catherine Frot       | 7           | 1         | - La Dilettante - Chaos - La Tourneuse de pages - Odette Toulemonde - Le crime est notre affaire - Les Saveurs du palais - Marguerite                                                                                             |
| Sabine Azéma         | 6           | 2         | - Un dimanche à la campagne - Mélo - La Vie et rien d'autre - Smoking / No Smoking - Le bonheur est dans le pré - On connaît la chanson                                                                                           |
| Fanny Ardant         | 6           | 1         | - La Femme d'à côté - Vivement dimanche ! - Pédale douce - 8 Femmes - Les Beaux Jours - Les Jeunes Amants |
| Sandrine Bonnaire    | 6           | 1         | - Sans toit ni loi - Sous le soleil de Satan - Monsieur Hire - Jeanne la Pucelle - La Cérémonie - Est-Ouest |
| Virginie Efira       | 6           | 1         | - Victoria - Un amour impossible - Adieu les cons - Benedetta - Revoir Paris - L'Amour et les Forêts |
| Sandrine Kiberlain   | 6           | 1         | - Le Septième Ciel - À vendre - Mademoiselle Chambon - 9 Mois ferme - Elle l'adore - Pupille |
| Karin Viard          | 6           | 1         | - Haut les cœurs ! - Le Rôle de sa vie - Polisse - La Famille Bélier - Jalouse - Chanson douce |
| Romy Schneider       | 5           | 2         | - L'important c'est d'aimer - Une femme à sa fenêtre - Une histoire simple - Clair de femme - La Passante du Sans-Souci |
| Isabelle Carré       | 5           | 1         | - Se souvenir des belles choses - Les Sentiments - Entre ses mains - Anna M. - Les Émotifs anonymes |
| Marion Cotillard     | 5           | 1         | - La Môme - De rouille et d'os - Deux jours, une nuit - Mal de pierres - Little Girl Blue |
| Emmanuelle Béart     | 5           | 0         | - Les Enfants du désordre - La Belle Noiseuse - Un cœur en hiver - Nelly et Monsieur Arnaud - Les Destinées sentimentales |
| Cécile de France     | 5           | 0         | - Fauteuils d'orchestre - Quand j'étais chanteur - Un secret - La Belle Saison - Mademoiselle de Joncquières |
| Charlotte Gainsbourg | 5           | 0         | - La Petite Voleuse - Love, etc. - Prête-moi ta main - L'Arbre - La Promesse de l'aube |
| Marina Foïs          | 4           | 0         | - Darling - Polisse - Irréprochable - L'Atelier |
| Anémone              | 3           | 1         | - Le Grand Chemin - Le petit prince a dit - Pas très catholique |
| Ariane Ascaride      | 3           | 1         | - Marius et Jeannette - Marie-Jo et ses deux amours - Les Neiges du Kilimandjaro |
| Laure Calamy         | 3           | 1         | - Antoinette dans les Cévennes - Une femme du monde - À plein temps |
| Emmanuelle Devos     | 3           | 1         | - Sur mes lèvres - Rois et Reine - Numéro une |
| Adèle Haenel         | 3           | 1         | - Les Combattants - En liberté ! - Portrait de la jeune fille en feu |
| Josiane Balasko      | 3           | 0         | - Trop belle pour toi - Tout le monde n'a pas eu la chance d'avoir des parents communistes - Cette femme-là |
| Nicole Garcia        | 3           | 0         | - Mon oncle d'Amérique - Les Mots pour le dire - Péril en la demeure |
| Anouk Grinberg       | 3           | 0         | - Merci la vie - Un, deux, trois, soleil - Mon homme |
| Charlotte Rampling   | 3           | 0         | - On ne meurt que deux fois - Sous le sable - Swimming Pool |
| Kristin Scott Thomas | 3           | 0         | - Il y a longtemps que je t'aime - Partir - Elle s'appelait Sarah |
| Léa Seydoux          | 3           | 0         | - Les Adieux à la reine - La Vie d'Adèle : Chapitres 1 et 2 - France |
| Audrey Tautou        | 3           | 0         | - Le Fabuleux Destin d'Amélie Poulain - Un long dimanche de fiançailles - Coco avant Chanel |
| Yolande Moreau       | 2           | 2         | - Quand la mer monte... - Séraphine |
| Bérénice Bejo        | 2           | 1         | - The Artist - Le Passé |
| Dominique Blanc      | 2           | 1         | - Stand-by - L'Autre |
| Élodie Bouchez       | 2           | 1         | - La Vie rêvée des anges - Pupille |
| Léa Drucker          | 2           | 1         | - Jusqu'à la garde - L'Été dernier |
| Sara Forestier       | 2           | 1         | - Le Nom des gens - Suzanne |
| Annie Girardot       | 2           | 1         | - Docteur Françoise Gailland - La Clé sur la porte |
| Hafsia Herzi         | 2           | 1         | - Le Ravissement - Borgo |
| Valérie Lemercier    | 2           | 1         | - Palais royal ! - Aline |
| Jeanne Moreau        | 2           | 1         | - Le Miraculé - La Vieille qui marchait dans la mer |
| Simone Signoret      | 2           | 1         | - La Vie devant soi - L'Étoile du Nord |
| Sylvie Testud        | 2           | 1         | - Stupeur et Tremblements - Sagan |
| Leïla Bekhti         | 2           | 0         | - La Source des femmes - Les Intranquilles |
| Jane Birkin          | 2           | 0         | - La Pirate - La Femme de ma vie |
| Adèle Exarchopoulos  | 2           | 0         | - Rien à foutre - L'Amour ouf |
| Marie Gillain        | 2           | 0         | - Le Bossu - Toutes nos envies |
| Irène Jacob          | 2           | 0         | - La Double Vie de Véronique - Trois Couleurs : Rouge |
| Nastassja Kinski     | 2           | 0         | - Tess - Maladie d'amour |
| Delphine Seyrig      | 2           | 0         | - India Song - Repérages |
| Doria Tillier        | 2           | 0         | - Monsieur et Madame Adelman - La Belle Époque |
| Marie Trintignant    | 2           | 0         | - Le Cri de la soie - … Comme elle respire |
| Hélène Vincent       | 2           | 0         | - Quelques heures de printemps - Quand vient l'automne |

## Histoire
Depuis la première remise de prix, en 2019, 137 actrices ont été nommées dans cette catégorie avec un total de 34 gagnantes. L'âge moyen des actrices nommées est de 41 ans et l'âge moyen des actrices lauréates lors de leur première remise de prix est de 38 ans.
Isabelle Adjani est l'actrice la plus lauréate du César de la meilleure actrice avec cinq victoires en 1982, 1984, 1989, 1995 et 2010. Six actrices ont gagné deux César de la meilleure actrice : Romy Schneider en 1976 et 1979 ; Sabine Azéma en 1985 et 1987 ; Catherine Deneuve en 1981 et 1993 ; Nathalie Baye en 1983 et 2006 ; Yolande Moreau en 2005 et 2009 ; Isabelle Huppert en 1996 et 2017.
Isabelle Huppert détient le record de nominations au César de la meilleure actrice avec 14 nominations. Avec les nominations au César de la meilleure actrice dans un second rôle, Isabelle Huppert est l'actrice la plus nommée aux César avec 16 nominations au total.
Virginie Efira détient le record de nominations consécutives avec quatre nominations en 2021, 2022, 2023 et 2024.
Cécile de France est la seule actrice à être nommée pour deux rôles différents la même année, en 2007 pour Fauteuils d'orchestre et Quand j'étais chanteur. Depuis, l'Académie des arts et techniques du cinéma a modifié les règles de nomination afin que personne ne reçoive plus qu'une seule nomination par catégorie.
Dix actrices ont gagné le César de la meilleure actrice et le César de la meilleure actrice dans un second rôle : Nathalie Baye (Meilleure actrice dans un second rôle en 1981 et 1982, Meilleure actrice en 1983 et 2006) ; Annie Girardot (Meilleure actrice dans un second rôle en 1996 et 2002, Meilleure actrice en 1977) ; Dominique Blanc (Meilleure actrice dans un second rôle en 1991, 1993 et 1999, Meilleure actrice en 2001) ; Karin Viard (Meilleure actrice dans un second rôle en 2000, Meilleure actrice en 2003 et 2019) ; Marion Cotillard (Meilleure actrice dans un second rôle en 2005, Meilleure actrice en 2008) ; Emmanuelle Devos (Meilleure actrice dans un second rôle en 2002, Meilleure actrice en 2010) ; Adèle Haenel (Meilleure actrice dans un second rôle en 2014, Meilleure actrice en 2015) ; Catherine Frot (Meilleure actrice dans un second rôle en 1997, Meilleure actrice en 2016) ; Fanny Ardant (Meilleure actrice en 1997, Meilleure actrice dans un second rôle en 2020) ; Valérie Lemercier (Meilleure actrice en 2022, Meilleure actrice dans un second rôle en 1994 et 2007).
Nathalie Baye est la seule actrice à avoir été lauréate plusieurs fois dans les deux catégories. Elle est également la seule actrice à avoir gagné un César pendant trois années consécutives, en 1981, 1982 et 1983.
Trois films ont reçu le César de la meilleure actrice et le César de la meilleure actrice dans un second rôle : L'Été meurtrier en 1984 (Meilleure actrice pour Isabelle Adjani, Meilleure actrice dans un second rôle pour Suzanne Flon) ; Indochine en 1993 (Meilleure actrice pour Catherine Deneuve et Meilleure actrice dans un second rôle pour Dominique Blanc) ; La Reine Margot en 1995 (Meilleure actrice pour Isabelle Adjani, Meilleure actrice dans un second rôle pour Virna Lisi).
Cinq actrices ont gagné le César de la meilleure actrice après avoir gagné le César du meilleur espoir féminin : Sandrine Bonnaire (Meilleur espoir féminin en 1984, Meilleure actrice en 1986) ; Élodie Bouchez (Meilleur espoir féminin en 1995, Meilleure actrice en 1999) ; Sylvie Testud (Meilleur espoir féminin en 2001, Meilleure actrice en 2004) ; Sara Forestier (Meilleur espoir féminin en 2004, Meilleure actrice en 2011) ; Sandrine Kiberlain (Meilleur espoir féminin en 1996, Meilleure actrice en 2014).
Un seul film a reçu le César de la meilleure actrice et le César du meilleur espoir féminin : La Vie rêvée des anges en 1999 (Meilleure actrice pour Élodie Bouchez, Meilleur espoir féminin pour Natacha Régnier).
Dix-sept actrices ont été nommées pour le César de la meilleure actrice, le César de la meilleure actrice dans un second rôle et le César du meilleur espoir féminin : Adèle Exarchopoulos, Emmanuelle Béart, Charlotte Gainsbourg, Dominique Blanc, Anne Brochet, Karin Viard, Sandrine Kiberlain, Emmanuelle Devos, Cécile de France, Marion Cotillard, Sylvie Testud, Émilie Dequenne, Sara Forestier, Adèle Haenel, Anaïs Demoustier, Leïla Bekhti et Valeria Bruni Tedeschi. Jusqu'ici, aucune actrice n'a remporté les trois récompenses.

### Nominations posthumes
Deux actrices ont été nommées à titre posthume au César de la meilleure actrice : Romy Schneider est nommée en 1983 pour La Passante du Sans-Souci neuf mois après son décès et Pascale Ogier est nommée en 1985 pour Les Nuits de la pleine lune cinq mois après son décès.
Romy Schneider est la seule actrice à avoir reçu un César d'honneur à titre posthume, présenté par Alain Delon en 2008.

### Nommées et lauréates par nationalité
Les César se déroulant en France, ils sont le reflet de l'industrie cinématographique française, et la majorité des actrices nommées sont françaises. Cependant, plusieurs actrices nommées au César de la meilleure actrice sont d'origine étrangère, avec en gras les lauréates :
- Algérie : Soria Zeroual (double nationalité algérienne et française) ;
- Allemagne : Sandra Hüller, Nastassja Kinski, Romy Schneider (double nationalité allemande et française), Barbara Sukowa ;
- Argentine : Bérénice Bejo (double nationalité argentine et française) ;
- Belgique : Cécile de France, Marie Gillain, Yolande Moreau, Émilie Dequenne, Virginie Efira (double nationalité belge et française) ;
- Danemark : Sidse Babett Knudsen ;
- États-Unis : Julia Migenes ; Zoe Saldaña ;
- Hong Kong : Maggie Cheung ;
- Luxembourg : Vicky Krieps ;
- Maroc : Loubna Abidar ;
- Royaume-Uni : Jane Birkin (double nationalité britannique et française), Charlotte Rampling, Tilda Swinton, Kristin Scott Thomas (double nationalité britannique et française) ;
- République dominicaine : Zoe Saldaña ;
- Suisse : Irène Jacob (double nationalité française et suisse).

Deux actrices ont été récompensées du César de la meilleure actrice pour un film étranger : Isabelle Adjani, en 1982, pour sa prestation dans Possession, originellement tourné en anglais, et Sylvie Testud, en 2004, pour sa prestation dans Stupeur et Tremblements, originellement tourné en japonais. De plus, Bérénice Bejo est la seule actrice à recevoir une récompense pour un film muet, en l'occurrence The Artist en 2012.